# Nazionale maschile di pallanuoto del Brasile
La nazionale di pallanuoto maschile del Brasile è la rappresentativa brasiliana nelle competizioni internazionali maschili di pallanuoto. È controllata dalla Confederação Brasileira de Desportos Aquáticos, la federazione che sovrintende a tutti gli sport acquatici in Brasile.

## Storia
Si è imposto soprattutto a livello continentale, ha infatti conquistato un oro ed un totale di dieci podi ai Giochi Panamericani. Alle Olimpiadi e ai Mondiali, invece, non è mai riuscito ad andare, complessivamente, oltre il decimo posto.
Ha esordito alla World League nel 2012 classificandosi all'ottavo posto.

## Partecipazioni
Olimpiadi
- 1920 Quarti di finale
- 1932 Squalificata
- 1952 13º
- 1960 13º
- 1964 13º
- 1968 13º
- 1984 12º
- 2016 8º

Mondiali
- 1986 11º
- 1998 12º
- 2001 13º
- 2003 13º
- 2009 13º
- 2011 14º
- 2015 10º
- 2017 12º
- 2019 13º
- 2022 15º
- 2024 14º
- 2025 12º

Giochi panamericani
- 1951  Argento
- 1955  Bronzo
- 1959  Bronzo
- 1963  Oro
- 1967  Argento
- 1971 4º
- 1979 6º
- 1983 4º
- 1987  Bronzo
- 1991  Bronzo'
- 1995  Argento
- 1999 4º
- 2003  Argento
- 2007  Argento
- 2011  Bronzo
- 2015  Argento
- 2019  Bronzo
- 2023  Argento

World League
- 2012 8º
- 2013 8º
- 2014 7º
- 2015  Bronzo
- 2016 7º

## Formazioni

### Olimpiadi
Giochi olimpici - Anversa 1920Amêndola · Mangangá · Chocolate · Gammaro · Jório · Paiva · Saliture · Leite, CT: -
Giochi olimpici - Los Angeles 1932Dudú · Branco · Pernambuco · de Lorenzo · Jacó · Dengo · Serpa · Theberge · Pessoa · Saliture · Di Blasio, CT: -
Giochi olimpici - Helsinki 1952Castro • dos Santos • Figueirêdo • Havelange • Lima • Melmann • Perri • Rodrigues • Rossi • Schemberg • Sili, CT: -
Giochi olimpici - Roma 1960E. Alvarez da Cruz · R. Alvarez da Cruz · Daniel · de Almeida · dos Santos · Gonçalves Filho · Grijó Filho · Sanson, CT: -
Giochi olimpici - Tokyo 1964Bell • Carotini • Polé • Cochrane • Daniel • dos Santos • Gonçalves • Grijó • Nogueira • Pinciroli • Szabo, CT: -
Giochi olimpici - Città del Messico 1968Carotini • de Viçoso • Filellini • Gonçalves • Lima • Al. Marsili • Ar. Marsili • Pinciroli • Pires • Sandoval, CT: -
Giochi olimpici - Los Angeles 1984Abreu • Borelli • Borges • Carsalade • Carlinhos • Chaves • Lotufo • Manfredi • dos Santos • Silva • Duda • Tonieto • Nicolas, CT: -

### Altre
- Giochi panamericani - Mar del Plata 1995 -  Argento:

Adriano Marsili, Alexandre Miguel Lopes, Armando Gutfreund, Daniel Mameri, Diogo Freitas, Erik Seegerer, Guilherme Pinciroli, Michel Vieira, Paulo César Fernandes, Ricardo Perrone, Roberto Chiappini, Rodrigo Fernandes e Yansel Galindo.
- Giochi panamericani - Santo Domingo 2003 -  Argento:

André Capiberibe, André Cordeiro, Yansel Galindo, André Raposo, Felipe Perrone, Daniel Mameri, Erik Seegerer, Fábio Chiquidimo, Gabriel Reis, Leandro Ruiz Machado, Roberto Seabra, Rodrigo dos Santos, e Vicente Henriques.
- Giochi panamericani - Rio de Janeiro 2007 -  Argento:

André Cordeiro, André Raposo, Bruno Nolasco, Daniel Mameri, Erik Seegerer, Felipe Franco, Gabriel Reis, Leandro Ruiz Machado, Lucas Vita, Luís Santos, Roberto Seabra, Rodrigo dos Santos, and Vicente Henriques.
- Mondiali - Roma 2009: 13º posto:

André Cordeiro, Conrado Bertoluzzi, Marco Santos, Lucas Vita, Marcelo Franco, Leandro Machado, Felipe Silva, Ruda Franco, Erik Seegerer, Felipe Franco, Daniel Mameri, Danilo Correa e Luís Mauricio Santos.
- Mondiali - Shanghai 2011: 14º posto:

Marcelo Chagas, Emilio Vieira, Henrique Miranda, Bernardo Gomes, Marcelo Franco, Gustavo Guimaraes, Jonas Crivella, Felipe Silva, Bernardo Rocha, Ruda Franco, Joao Felipe Coelho, Danilo Correa, Vinicius Antonelli.
- Giochi panamericani - Guadalajara 2011 -  Bronzo:

Marcelo Das Chagas, Luís Dos Santos, Emilio Vieira, Henrique Carvalho, Marcelo Franco, Gustavo Guimarães, Gabriel Rocha, Jonas Crivella, Felipe De Costa, Bernardo Rocha, Ruda Franco, João Coelho, Danilo Correa.